# Zona marítimo-terrestre del Monte Hacho
Zona marítimo-terrestre del Monte Hacho este o arie protejată (sit de importanță comunitară — SCI) din Spania întinsă pe o suprafață de 864,91 ha, integral pe uscat.

## Localizare
Centrul sitului Zona marítimo-terrestre del Monte Hacho este situat la coordonatele 35°54′14″N 5°16′48″W / 35.903801°N 5.280119°V.

## Înființare
Situl Zona marítimo-terrestre del Monte Hacho a fost declarat sit de importanță comunitară în aprilie 1999 pentru a proteja 58 de specii de animale.

## Biodiversitate
Situată în ecoregiunile marină mediteraneană și mediteraneană, aria protejată conține 3 habitate naturale: Peșteri marine scufundate complet sau parțial, Recifuri, Faleze cu vegetație de Limonium spp. endemic de pe coastele mediteraneene.
La baza desemnării sitului se află mai multe specii protejate:
- păsări (55): fluierar de munte (Actitis hypoleucos), alca (Alca torda), pescăruș albastru (Alcedo atthis), Apus caffer, pietruș (Arenaria interpres), șorecarul comun (Buteo buteo), fugaci de țărm (Calidris alpina), Calidris maritima, Calonectris diomedea, Catharacta skua, prundăraș de sărătură (Charadrius alexandrinus), chirighiță neagră (Chlidonias niger), barză albă (Ciconia ciconia), barză neagră (Ciconia nigra), șerpar (Circaetus gallicus), erete de stuf (Circus aeruginosus), erete cenușiu (Circus pygargus), dumbrăveancă (Coracias garrulus), egretă mică (Egretta garzetta), Falco biarmicus, șoim de iarnă (Falco columbarius), Falco eleonorae, Falco naumanni, șoim călător (Falco peregrinus), șoimul rândunelelor (Falco subbuteo), vânturel roșu (Falco tinnunculus), papagal de mare (Fratercula arctica), cinteză (Fringilla coelebs), vulturul pleșuv sur (Gyps fulvus), scoicar (Haematopus ostralegus), acvilă pitică (Hieraaetus pennatus), Hydrobates pelagicus, Larus audouinii, pescăruș negricios (Larus fuscus), Larus marinus, pescăruș râzător (Larus ridibundus), Larus sabini, prigoare (Merops apiaster), gaia neagră (Milvus migrans), gaia roșie (Milvus milvus), sula bassana (Morus bassanus), vultur egiptean (Neophron percnopterus), Numenius phaeopus, pietrar mediteranean (Oenanthe hispanica), pietrar sur (Oenanthe oenanthe), vultur pescar (Pandion haliaetus), viespar (Pernis apivorus), codroșul de pădure (Phoenicurus phoenicurus), Rissa tridactyla, mărăcinar negru (Saxicola torquatus), chiră de baltă (Sterna hirundo), silvie roșcată (Sylvia cantillans), Sylvia conspicillata, silvie de tufiș (Sylvia undata), chiră de mare (Thalasseus sandvicensis)
- mamifere (2): marsuin (Phocoena phocoena), delfin mare (Tursiops truncatus)
- reptile (1): Caretta caretta

Pe lângă speciile protejate, pe teritoriul sitului au mai fost identificate 31 de specii de plante, 24 de specii de păsări, 4 specii de amfibieni, 13 specii de mamifere, 137 de specii de nevertebrate, 16 specii de pești, 12 specii de reptile.